# 陰滋病
陰滋病是一種在2011年4月開始由媒體報導的懷疑傳染病，据报道称患者出現於中國大陸6個省市，有達千人懷疑感染。报道称其病徵與愛滋病類似，包括手腳麻木、免疫力下降、舌苔厚白、淋巴腫脹、头晕乏力、肌肉酸痛、肌肉跳动、低烧、皮下出血等，懷疑經口水與血液傳播。而患者则自稱為「愛滋病陰性感染者」，對HIV檢查呈陰性反應。

## 外部連結
- 陰滋病勁過愛滋 （页面存档备份，存于）
- 驚世陰滋病殺入港 (東方日報) （页面存档备份，存于）
- 衛生部：陰滋病沒愛滋病毒 (明報) （页面存档备份，存于）
- 「陰滋病」神秘蔓延真相待破 (文匯報)
- 阴滋病中国 （页面存档备份，存于）